# Gunbuk-myeon, Geumsan-gun
Gunbuk-myeon (koreanska: 군북면) är en socken i kommunen Geumsan-gun i provinsen Södra Chungcheong i Sydkorea, 160 km söder om huvudstaden Seoul.